# Rockstar新英格蘭工作室
Rockstar新英格兰工作室，前称Mad Doc Software，是伊恩·莱恩·戴维斯博士在1999年成立的电脑游戏开发公司。该公司设在美国新英格兰地区的安多弗。

## 历史

### Mad Doc Software时期
1999年，戴维斯博士成立Mad Doc Software，一年后搬到Lawrence。
2001年，Mad Doc Software完成Star Trek: Armada II的工作，包括添加3D游戏，增强的AI等功能。Mad Doc Software还为JAMDAT Mobile制作了高尔夫类型的游戏，并为其续集增加AI功能。
在2002年3月，Mad Doc完成World War II flight simulator Jane's Attack Squadron.。2002年秋季，该公司发布了《地球帝国：征服的艺术》。
2003年11月，微软游戏工作室发布Dungeon Siege: Legends of Aranna。Mad Doc开发了一个资料片，添加新功能和增强AI。由于这个扩展包，该公司是入围互动艺术与科学学院“电脑角色扮演年度最佳游戏奖”。
2005年春季，该公司发布了《地球帝国II》。新增的功能包括先进的AI，增强环境，增加新的多人游戏模式，改进管理系统。游戏获得PC Gamer的编辑选择奖和94％的评价。 PC Gamer称该游戏是“即时战略游戏的新国王。”但该公司的星际迷航：遗产在Xbox 360发布但获得负面评价。
该公司的《地球帝国III》得到了普遍负面评价，Gamespot称“地球帝国III已经简化了毫不相干的地方。”Mad Doc将他们网站上的游戏列表删除地球帝国III。
Mad Doc Software为美国国防部门制作了一个独立的越野导航系统。
因为参与2008年的游戏Turok的地图设计，Mad Doc与Propaganda Games以及Threewave Software成为合作伙伴。
Mad Doc将Rockstar Vancouver的游戏Bully移植到Xbox 360，该游戏在Xbox 360的名为Bully: Scholarship Edition。

### Rockstar新英格兰工作室时期
2008年4月4日，Rockstar宣布收购了Mad Doc Software，并改名为Rockstar新英格兰工作室。收购后，Rockstar新英格兰工作室的工作重心转变为协助Rockstar其他所有的工作室。至今，该工作室没有再独立完成新作品。